# 42-га вулиця (Нью-Йорк)
42-га вулиця (англ. 42nd Street) — одна з найжвавіших ділових вулиць центрального Мангеттена в Нью-Йорку. Протяжність вулиці близько 3,2 км. Вона перетинає весь острів від річки Іст-Ривер до річки Гудзон. Центр Театрального кварталу Нью-Йорка.

## Короткий опис
В архітектурному плані вельми еклектична, оскільки забудовувалася в різні періоди. Розташована на перетині Бродвею та площі Таймс-сквер ділить вулицю на дві різноликі частини.
На схід від Таймс-сквер простяглася торгово-ділова частина, тут знаходиться багато недорогих магазинів, розрахованих, переважно, на туристів, кафе та ресторани швидкого обслуговування, а також численні культурні та ділові установи: Нью-Йоркська публічна бібліотека, центральний залізничний вокзал Гранд-Сентрал, розкішний готель «Гранд-Хайатт», хмарочос Крайслер, Фундація Форда, а на Першій авеню, на площі ООН розташований комплекс будівель Організації Об'єднаних Націй.
На захід від Таймс-сквер починається знаменитий розважальний район міста з десятками секс-шопів, порнокінотеатрів та стриптиз-клубів. В останні декілька років у Нью-Йорку іде потужна кампанія з повернення вулиці респектабельного вигляду й витіснення порноіндустрії з цього кварталу.

## Визначні місця
(Зі Сходу на Захід):
- Штаб-квартира ООН, Перша авеню
- Апартаменти Тудор-сіті, Перша авеню
- Фундація Форда, між Першою та Другою авеню[1]
- Будинок Дейлі Ньюс, Друга авеню
- Крайслер Білдінг, Лексінгтон авеню
- Площа Першинга, Парк-авеню
- Центральний вокзал Нью-Йорка, Парк-авеню
- Вандербільт 1 (проєкт), Вандербільт-авеню
- Нью-Йоркська публічна бібліотека, центральний корпус, П'ята авеню
- W. R. Grace Building, між П'ятою і Шостою авеню
- Таймс-сквер, Бродвей та Сьома авеню